# Miles Buchanan
Miles Buchanan es un actor australiano, más conocido por haber interpretado a Damien Harris en la película A Good Thing Going y a Eddie en la serie The Girl from Tomorrow. 

## Biografía
Es hija del músico Tony Buchanan y de Jo Buchanan, una maestra. 
Sus hermanas menores son las actrices Simone Buchanan y Beth Buchanan.
Desde adolescente Miles sufre de fobia social y depresión, que afectaron su carrera como actor. En el 2008 su madre Jo escribió un libro acerca de la experiencia de Miles llamado "The Wings of Madness".

## Carrera
En 1980 apareció en la serie Secret Valley donde interpretó a Miles, en ella trabajó junto a sus hermanos Simone y Beth Buchanan.
En 1982 dio vida a Nancy en la serie Runaway Island donde trabajó nuevamente con sus hermanos Simone y Beth.
En 1983 se unió al elenco recurrente de la serie Sons and Daughters donde dio vida a Darren Brooks.
En 1985 se unió al elenco principal de la película Bliss donde dio vida a David Joy, en la película compartió créditos con el actor Barry Otto.
En 1991 dio vida a Geoff en un episodio de la serie policíaca G.P..
En 1992 se unió al elenco de la miniserie The Girl from Tomorrow donde interpretó a Eddie.
Un año después en 1993 interpretó nuevamente a Eddie ahora en la miniserie The Girl from Tomorrow Part Two: Tomorrow's End.

## Filmografía
Series de televisión
| Año  | Título                                          | Personaje      | Notas                      |
| ---- | ----------------------------------------------- | -------------- | -------------------------- |
| 1993 | The Girl from Tomorrow Part Two: Tomorrow's End | Eddie          | 11 episodios - miniserie   |
| 1992 | The Girl from Tomorrow                          | Eddie          | 11 episodios - miniserie   |
| 1991 | G.P.                                            | Geoff          | episodio "Unlived Lives"   |
| 1983 | A Country Practice                              | Nathan Webster | 2 episodios                |
| 1983 | Sons and Daughters                              | Darren Brooks  | 18 episodios               |
| 1982 | Runaway Island                                  | Jamie McLeod   | -                          |
| 1980 | Home Sweet Home                                 | Tony Pacelli   | -                          |
| 1980 | Young Ramsay                                    | Nick Adams     | episodio "Young Buck"      |
| 1980 | Secret Valley                                   | Miles          | episodio "The Runaway"     |
| 1979 | Skyways                                         | Bert Simpson   | episodio "Little Boy Blue" |

Películas
| Año  | Título                 | Personaje     | Notas                                                                                  |
| ---- | ---------------------- | ------------- | -------------------------------------------------------------------------------------- |
| 1992 | The Girl from Tomorrow | Eddie         | junto a Katharine Cullen, Melissa Marshall, John Howard                                |
| 1987 | Dangerous Game         | David         | junto a Marcus Graham, Steven Grives, Kathryn Walker y John Polson                     |
| 1985 | Bliss                  | David Joy     | junto a Barry Otto, Lynette Curran, Helen Jones y Gia Carides                          |
| 1982 | Runaway Island         | Jamie McLeod  | junto a Simone Buchanan, Kate Fitzpatrick, Cornelia Frances, Ron Haddrick y Ivar Kants |
| 1978 | A Good Thing Going     | Damien Harris | junto a Chris Haywood, Beth Buchanan, Simone Buchanan, Ray Marshall y Tina Bursill     |

Teatro
| Año        | Obra                            | Personaje | Director (a)       | Teatro            | Notas                                                                  |
| ---------- | ------------------------------- | --------- | ------------------ | ----------------- | ---------------------------------------------------------------------- |
| 1990       | Once in a Lifetime              | -         | Richard Wherrett   | Drama Theatre     | junto a Helen Buday, Pamela French, Richard Roxburgh y Genevieve Lemon |
| 1989       | A Midsummer Night's Dream       | -         | Richard Wherrett   | Drama Theatre     | junto a Mike Allen, Marcus Graham, Richard Huggett y Susan Lyons       |
| 1989       | The Marriage of Figaro          | -         | Jean-Pierre Mignon | Wharf Theatre     | junto a Gia Carides, Peter Collingwood, Jennifer Hagan y Barry Otto    |
| 1987, 1988 | Biloxi Blues                    | -         | Jon Ewing          | Bridge Theatre    | junto a Zoe Carides, Marcus Graham y James Oxenbould                   |
| 1988       | Broadway Bound                  | -         | Jon Ewing          | -                 | junto a Judi Farr, Neil Fitzpatrick, Julie Hamilton y James Oxenbould  |
| 1986       | The Secret Diary of Adrian Mole | -         | Terence O'Connell  | Athenaeum Theatre | junto a Roy Baldwin, Jane Clifton y Scott McGregor                     |

## Premios y nominaciones
| Año  | Categoría                      | Premio      | Película           | Resultado |
| ---- | ------------------------------ | ----------- | ------------------ | --------- |
| 1980 | Best Performance by a Juvenile | Logie Award | A Good Thing Going | Ganador   |